# موش مانداب بزرگ
موش مانداب بزرگ (نام علمی: Otomys maximus) نام یک گونه از سرده موش‌های مانداب است.